# Bulbophyllum elmeri
Bulbophyllum elmeri är en orkidéart som beskrevs av Oakes Ames. Bulbophyllum elmeri ingår i släktet Bulbophyllum och familjen orkidéer. Inga underarter finns listade i Catalogue of Life.